# كارلا كامبرا
كارلا كامبرا هي ممثلة إسبانية ولدت في 1999 في مدينة برشلونة.